# Pothyne celebiana
Pothyne celebiana là một loài bọ cánh cứng trong họ Cerambycidae.